# 高松琴平電気鉄道20形電車
高松琴平電気鉄道20形電車（たかまつことひらでんきてつどう20がたでんしゃ）は、高松琴平電気鉄道の電車である。この形式は3度にわたって使われており、本項に記す下記の車両が存在した。
1. 初代（1943年 - 1945年）
2. 2代（1952年 - 1962年）
3. 3代（1962年 - 2020年）

## 20形 (初代)
長尾線の前身である高松電気軌道が1912年と翌年に9両新造した四輪単車の1形で、1943年の高松琴平電気鉄道発足に伴い20形21～29に改番した。
1945年、長尾線の改軌に伴い本形式も国鉄多度津工場で標準軌に改軌され、志度線や市内線でも使用されるようになったが、同年7月4日の高松空襲により4両を焼失し、残り5両も小型車ゆえに戦後の早い時期に廃車された。
この廃車体は一部が志度線と長尾線の駅で待合室に使われていたが、現存する物はない。

## 20形 (2代)
元京浜急行電鉄のデハ113で、1924年京浜電気鉄道自社川崎工場製。1952年に入線した。もともとは京浜電気鉄道デ13であるが、この車両は1906年製の京浜電気鉄道1形の車体新造車である。前面は丸妻5枚窓、窓配置はC5-D4.4.4.4Dで、客用扉は外吊り、窓は1段下降式でその上に明り窓があった。後に中央にも外吊りの客用扉を設けている。1942年の東京急行電鉄への合併に際しデハ5113に改番、1948年の京浜急行電鉄独立時にデハ113となった。琴電入線後も車体に手が加えられることは一切なかった。
1962年に20形 (3代)の登場に伴い、60形に編入されて66となった。その後志度線の昇圧で余剰となり、木造車体のまま1968年に廃車された。

## 20形 (3代)

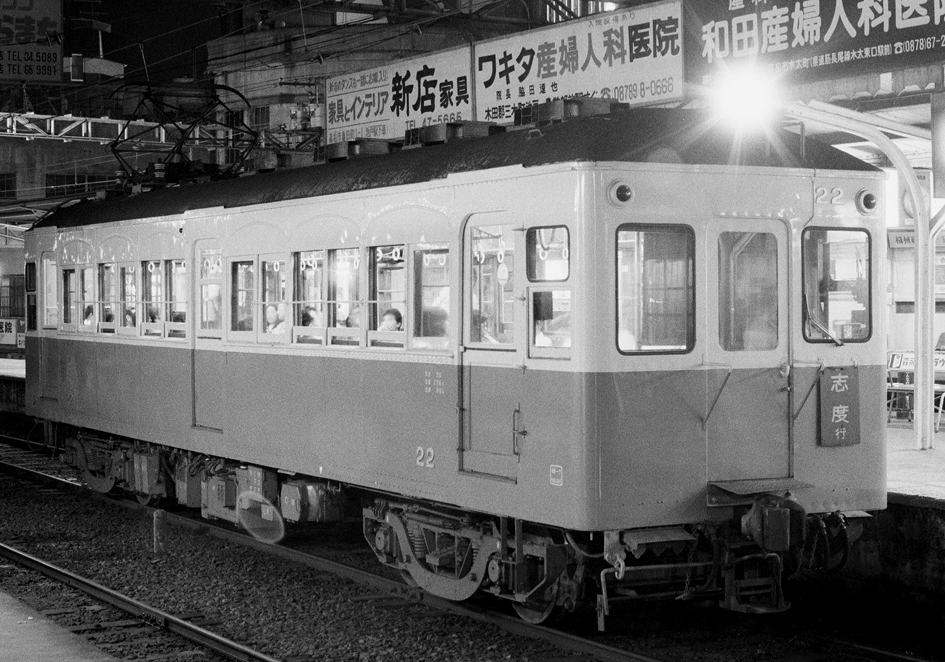
22（1988年以降の車体更新前、瓦町）

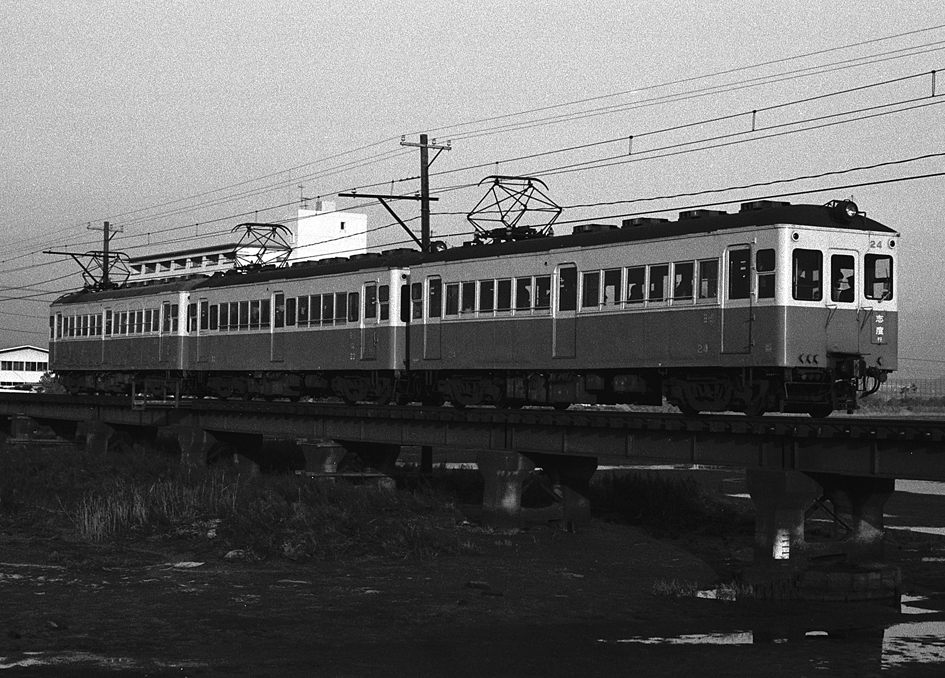
24+23+22（22と24は1988年以降の車体更新前、春日川付近）

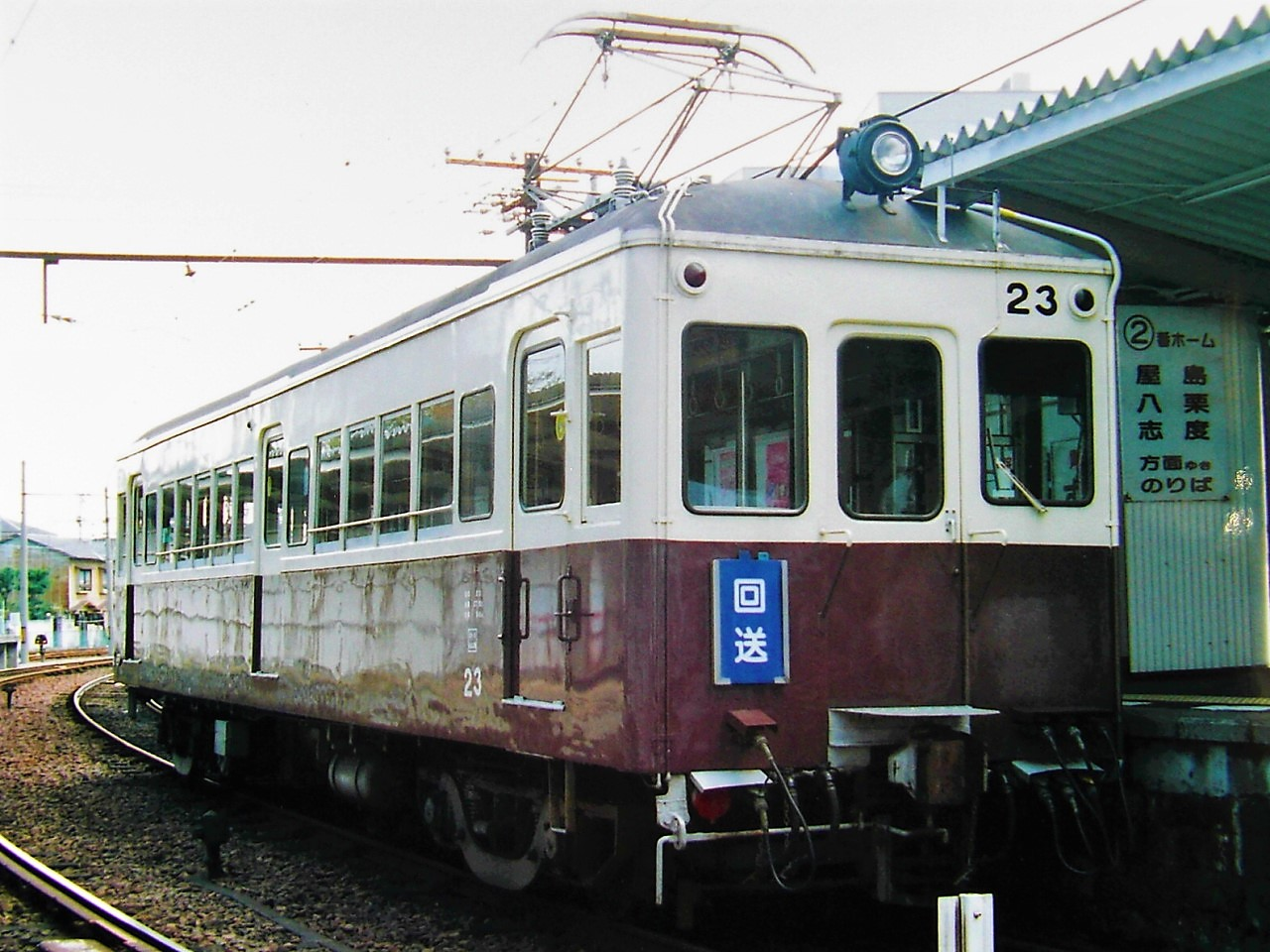
23（今橋）

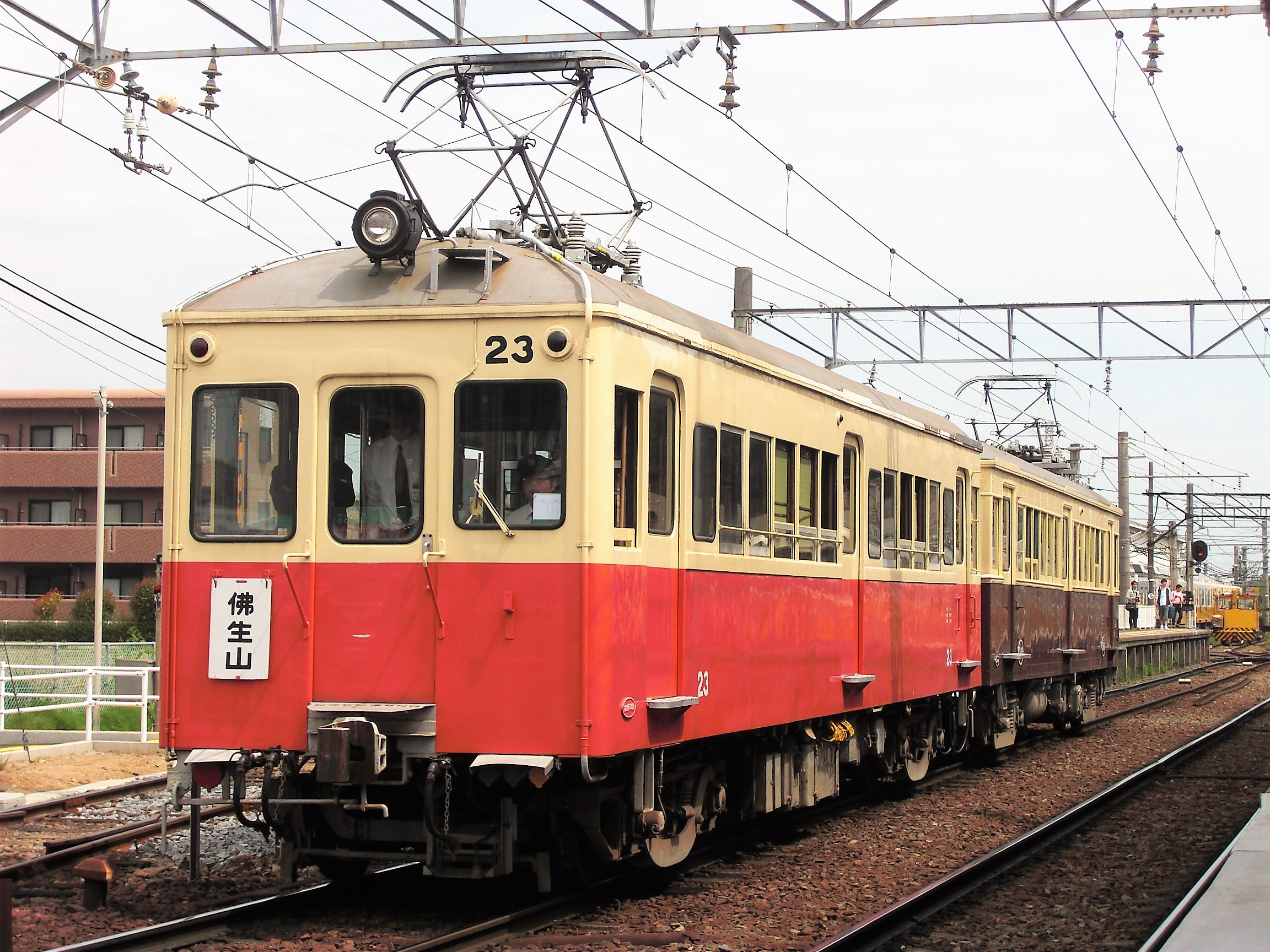
旧標準色となった現在の23（2018年5月撮影）

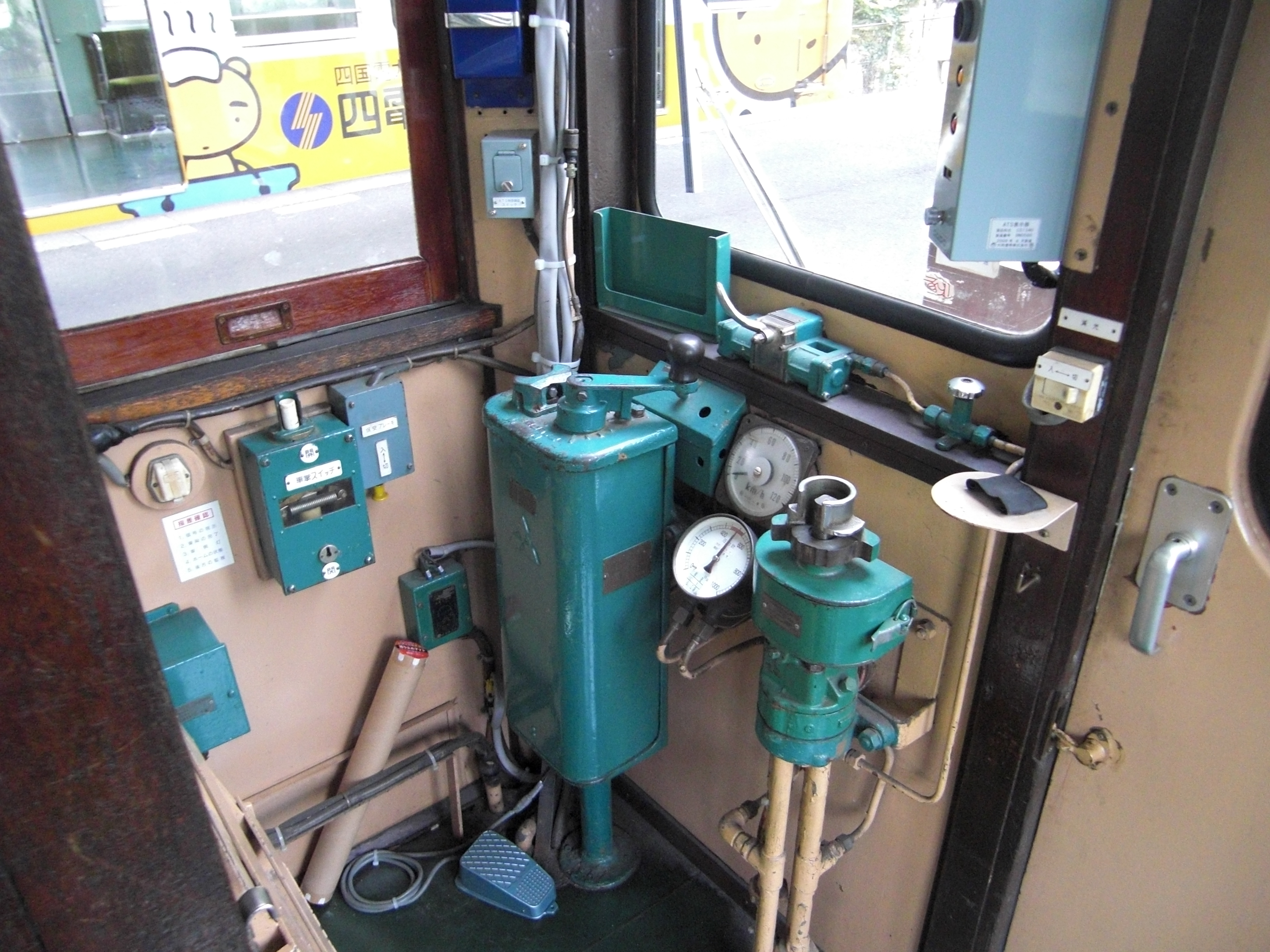
現在の23の運転台 2011年5月

1925年川崎造船所製で、近畿日本鉄道南大阪線の前身である大阪鉄道が新造したデロ20形のうちの4両（21 - 24）である。近鉄の前身である関西急行鉄道に合併された時にモ5621形に改番された。1961年に譲受し、翌1962年に使用開始した。両運転台の制御電動客車21 - 24の4両からなるが、2006年9月に21・22・24が廃車され、23のみが在籍する。
琴電への入線に当たり、軌間が異なるため台車が信貴生駒電鉄（現在の近鉄生駒線）から譲受した中古品に交換された。車体は14m級の半鋼製で、窓配置はF3'-1D2.2.2D2.2.2D1である。前面は5枚窓の丸妻から、3枚窓の平妻の貫通形に改造された。この時点で、22と24は側窓上に半円形の飾り窓の跡が残っていた。客用扉間にのみウィンドウシルがあり、パンタグラフは長尾・琴平側（志度線では瓦町側）にある。車内は23と24の内装がニス塗り、また23は車内の側扉脇に彫刻を施された飾り柱が残っている。この後24の飾り窓跡は撤去され、1976年には老朽化が激しかった23の車体が更新された。23の車番が製造当初の切り抜き文字ではなく、ペンキ書きなのはこのためである。1988年から1991年にかけて、21・22・24も車体更新を受けている。この時に22に残っていた飾り窓の跡が撤去された。また乗務員室の窓形状が上段Hゴム支持の2段上昇窓から、1段下降窓に変更されている。ウィンドウシルも段つきから平板となった。
譲受した当初は志度線での使用を想定して20形となったものの、主電動機出力が高かったことから琴平線で使用されることになり、志度線には20形の代わりに3000形が転属した。制御車の8000形、950形等と編成を組むことが多かった。1975年から1983年にかけて志度線と琴平線の転属を繰り返した。この頃は老朽化のために廃車候補に挙がっていたが、志度線（及び長尾線）で引き続き使用されることになり、志度線・長尾線では20形同士の重連で使用されることが多かった。1994年の志度線分断後は、同線の専属となり、主にラッシュ時の増結運用に充当されるようになった。2006年9月に長尾線所属の600形が800番台に改造の上増結用として志度線に転属し、代替として21・22・24が廃車となり、23は志度線全車冷房化後も動態保存予定車となることが決定した。当初は21がこの保存車両として予定されていたが、ニス塗りや飾り柱などの内装がより多く原型を残す23を保存する要望が高かったため、23に変更された経緯がある。
23は2007年8月、600形および700形の志度線転属に伴い長尾線に転属した後、琴平線などで1000形、3000形、5000形と同じようにレトロ電車などの運用に就いている。他のレトロ電車と同じように茶色とクリーム色の塗装で運用されていたが、定期検査が終わった2015年春にファンタンゴレッドとオパールホワイトの旧塗装に変更された。この塗色は23が製造後90周年を迎えることを記念して、定期検査に先立って2014年夏にホームページ上で行われた投票により決定された。ことでんの営業車両でこの塗装の車両が走るのは2007年に5000形500の塗装が旧塗装から現行塗装に変更されて以来である。現在は正面向かって左側にサボをつけているが向かって右側につけられている時代もあった。なお、2018年現在の台車と主電動機は1000形が新製当時に履いていた汽車会社ボールドウィン78系（弓形イコライザー）とアルゲマイネ社製USL-323B（48.5kw）の組み合わせである。
2019年に発表された旧形車の廃車計画では、23は2020年5月のイベントを以て営業運転を終了し、保存先が決まらない限り解体されることが明らかにされた。その後、譲渡先が決まったことで解体を免れたが、新型コロナウイルス感染症の影響で引退イベントの日程が変更となり、2020年9月21日のイベントをもって引退した。引退後は高松市のNPO法人に譲渡され、お遍路向けなどへの休憩施設として活用されている。
なお、近鉄の車両がグループ外の他社へ譲渡された事例は少なく、本形式の他には大井川鐵道に譲渡された16000系電車が現存するのみである。